# Lehel (Ungarn)

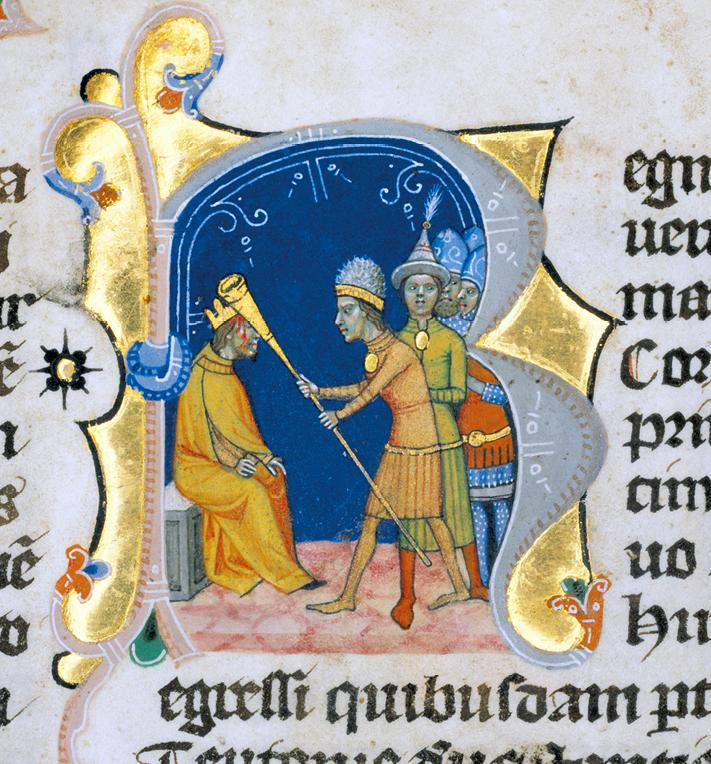
Lehel in der Ungarischen Bilderchronik

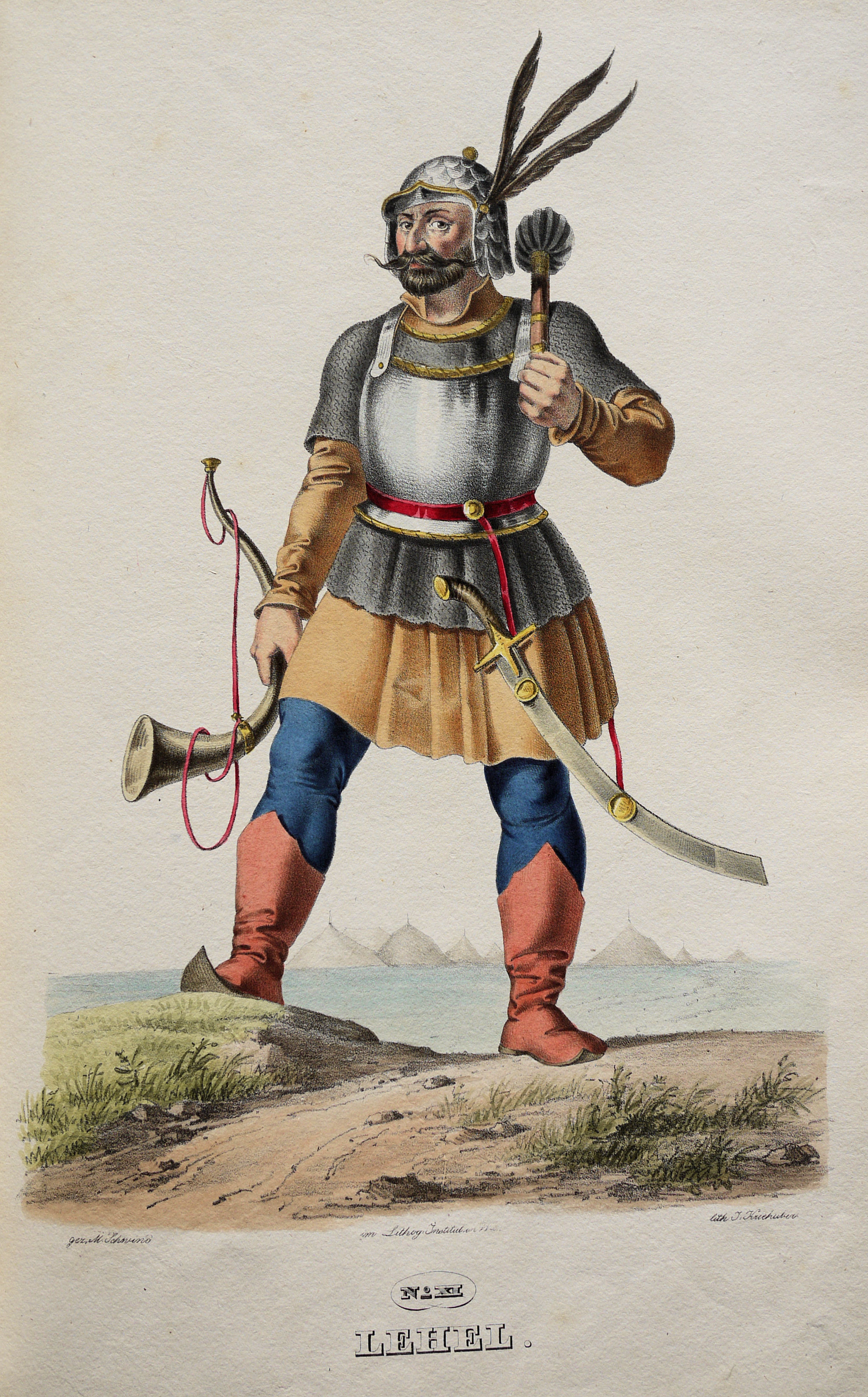
Lehel-Lithographie von Josef Kriehuber nach einer Zeichnung von Moritz von Schwind, um 1828

Lehel, auch Lele oder Lél genannt, († 955 in Regensburg) war wie Bulcsú ein Feldherr im Heer des magyarischen Fürsten Taksony im 10. Jahrhundert und von 925 bis 955 vermutlich Fürst des Neutraer Fürstentums.
Als historische Gestalt erscheint Lehel in den Quellen zur Schlacht auf dem Lechfeld. So erwähnt die Chronik der Fürstabtei St. Gallen seine Gefangennahme durch die Böhmen. Die Chronik von Ebersberg vermeldet seine Gefangennahme nach der Schlacht durch den Ebersberger Grafen Eberhard, der ihn auch zur Hinrichtung nach Regensburg bringt.
An der Figur des Lehel wird der Schock deutlich, den der Ausgang der Schlacht für Ungarn bedeutete, weshalb die Niederlage umgedeutet werden musste. So berichtet die ungarische Geschichte „Gesta Hungarorum“ des Simon Kézai aus dem 13. Jahrhundert, wie Bulcsú und Lehel nach der verlorenen Schlacht mutig vor den deutschen König treten und ihm mit der Ermordung tausender Geiseln drohen, während ein zweites magyarisches Heer bis zum Rhein vorstößt.
Eine weitere Legende erzählt, wie der gefangene Lehel den gegnerischen König durch einen Schlag mit seinem Horn totschlägt. Auch heute noch wird ein angebliches Horn Lehels in Jászberény im Museum ausgestellt.

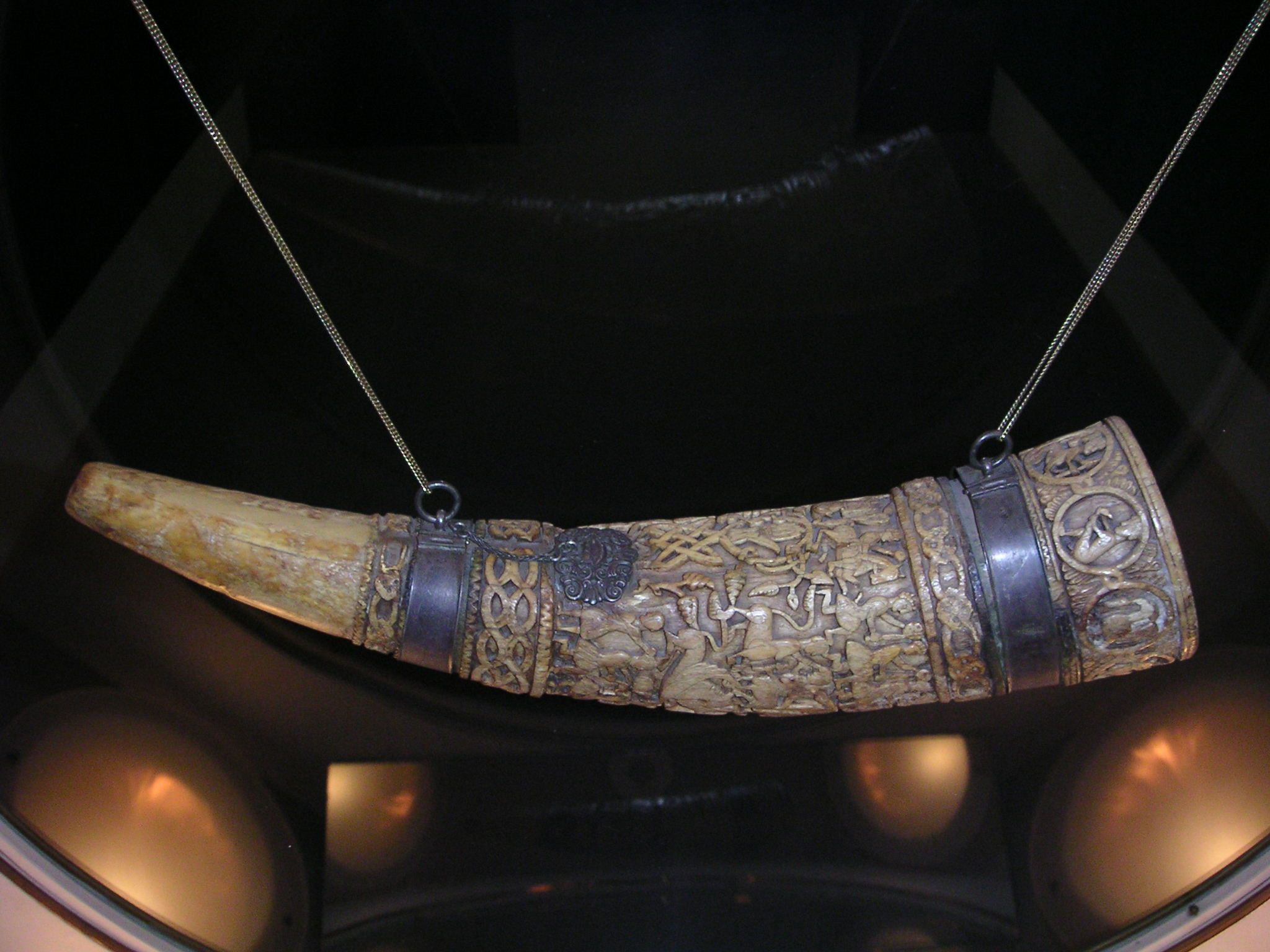
Horn Lehels, ausgestellt in Jászberény